# Mineirinho (surfista)
Adriano de Souza, mais conhecido como Mineirinho (Guarujá, 13 de fevereiro de 1987), é um surfista profissional brasileiro. Em 2015, foi campeão mundial de surfe no World Surf League (WSL), sendo o segundo brasileiro da História a se tornar campeão do mundo.

## Biografia
Em 2002, aos 15 anos, Adriano tornou-se o mais jovem campeão de uma competição profissional, vencendo uma etapa do SuperSurf, do Circuito Brasileiro. Em 2004 conquistou o Mundial Júnior na Austrália e em 2005 foi o recordista de pontos no WQS, que o credenciou para a elite do esporte.
Em 2011, venceu a terceira etapa da ASP World Tour na Praia da Barra da Tijuca na cidade do Rio de Janeiro, tornando-se o primeiro surfista brasileiro a liderar o ranking mundial do esporte. Mais tarde, ainda em 2011, ele vence pela sua segunda vez, a etapa do WCT em Peniche, Portugal, numa final emocionante contra o até então deca-campeão Kelly Slater. Em 2013, vence a segunda etapa WCT do ano, o Rip Curl Pro Bell's Beach na Austrália, a mais antiga e tradicional etapa do mundial. Em 2015, vence a terceira etapa do WCT, o Drug Aware Margaret River na Austrália. Na última etapa de 2015, em Pipeline, além de ser o primeiro brasileiro a conquistar a etapa, chegou ao inédito título mundial, vencendo na semifinal o havaiano Mason Ho. Na final, enfrentou o também brasileiro Gabriel Medina (campeão em 2014) e venceu o compatriota, conquistando a etapa final do ano. Esta foi a primeira vez que dois brasileiros disputaram a final da etapa de Pipeline do Circuito Mundial de Surfe.

## Histórico profissional
- Ganho na carreira: US$ 2 101 400,00 em prêmios
- Melhor resultado: Campeão em 2015
- Ingresso na Elite: 2006
- Ranking por ano:
  - 2016: décimo primeiro
  - 2015: campeão mundial
  - 2015: primeiro brasileiro campeão em Pipeline
  - 2014: oitavo
  - 2013: décimo terceiro
  - 2012: quinto
  - 2011: quinto
  - 2010: décimo
  - 2009: quinto
  - 2008: sétimo
  - 2007: vigésimo oitavo
  - 2006: vigésimo

- Vitórias no Circuito de Elite:
  - Oi Rio Pro Saquarema (2016)
  - Billabong Pipe Masters (2015)
  - Drug Aware Margaret River Pro (2015)
  - Rip Curl Pro Bells Beach (2013)
  - Rip Curl Pro Portugal (2011)
  - Billabong Rio Pro (2011)
  - Billabong Pro Mundaka (2009)

## Fatos históricos
- Foi o surfista que mais ganhou de Kelly Slater em baterias, vencendo-o em 11 das 15 em que se enfrentaram.
- Foi o primeiro surfista brasileiro da história a ficar em 1° lugar no WCT, fato ocorrido em 2011 quando venceu a terceira etapa do mundial na Barra da Tijuca.
- Foi o primeiro campeão da WSL (World Surf League). Até 2014 o circuito se chamava ASP.
- Foi o primeiro surfista brasileiro campeão em Pipeline.